# Final de la Copa del Rey de fútbol 2020-21
La Final de la Copa del Rey de fútbol 2020-21 fue un partido de fútbol que decidió al ganador de la Copa del Rey 2020-21, la 119.ª edición de la Copa del Rey de España (incluidas dos temporadas en las que se jugaron dos ediciones rivales). El partido se disputó el 17 de abril de 2021 en el Estadio La Cartuja de Sevilla entre el Athletic de Bilbao y el Barcelona.
El Barcelona ganó el partido 4-0 para un récord de 31 títulos de Copa del Rey.

## Finalistas
En  negrita , las finales ganadas.
| Equipos         | Finales jugadas anteriormente | Finales jugadas anteriormente |
| --------------- | ----------------------------- | --- |
| Athletic Club   | 38 (23)                       | 1903, 1904, 1905, 1906, 1910-II, 1911, 1913-I, 1914, 1915, 1916, 1920, 1921, 1923, 1930, 1931, 1932, 1933, 1942, 1943, 1944, 1944-45, 1948-49, 1949-50, 1952-53, 1955, 1956, 1958, 1965-66, 1966-67, 1969, 1972-73, 1976-77, 1983-84, 1984-85, 2008-09, 2011-12, 2014-15, 2019-20, 2020-21 y 2023-24                                                                                       |
| F. C. Barcelona | 41 (30)                       | 1909-10, 1911-12, 1912-13, 1918-19, 1919-20, 1921-22, 1924-25, 1925-26, 1927-28, 1931-32, 1935-36, 1941-42, 1950-51, 1951-52, 1952-53, 1953-54, 1956-57, 1958-59, 1962-63, 1967-68, 1970-71, 1973-74, 1977-78, 1980-81, 1982-83, 1983-84, 1985-86, 1987-88, 1989-90, 1995-96, 1996-97, 1997-98, 2008-09, 2010-11, 2011-12, 2013-14, 2014-15, 2015-16, 2016-17, 2017-18, 2018-19 y 2020-21. |

## Camino a la Final
| Athletic Club                 | Athletic Club                 | Athletic Club                 | Eliminatoria                                     | F. C. Barcelona               | F. C. Barcelona               | F. C. Barcelona               |
| ----------------------------- | ----------------------------- | ----------------------------- | ------------------------------------------------ | ----------------------------- | ----------------------------- | ----------------------------- |
| Rival                         | Resultado                     | Resultado                     | Fase                                             | Rival                         | Resultado                     | Resultado                     |
| No jugóS                      | No jugóS                      | No jugóS                      | Primera ronda (No tienen que jugar esta ronda S) | No jugóS                      | No jugóS                      | No jugóS                      |
| No jugóS                      | No jugóS                      | No jugóS                      | Segunda ronda (No tienen que jugar esta ronda S) | No jugóS                      | No jugóS                      | No jugóS                      |
| U. D. Ibiza                   |                               | 1–2                           | Dieciseisavos de final                           | U. E. Cornellà                |                               | 0–2 (t. s.)                   |
| C. D. Alcoyano                |                               | 1–2                           | Octavos de final                                 | Rayo Vallecano                |                               | 1–2                           |
| Real Betis                    |                               | 1–1 (1:4 p.)                  | Cuartos de final                                 | Granada C. F.                 |                               | 3–5 (t.s.)                    |
| Levante U. D.                 |                               | 1–1                           | Semifinales                                      | Sevilla F. C.                 |                               | 2–0                           |
| Levante U. D.                 |                               | 1–2                           | Semifinales                                      | Sevilla F. C.                 |                               | 3–0                           |
| Resultado global: 3–2 (t. s.) | Resultado global: 3–2 (t. s.) | Resultado global: 3–2 (t. s.) | Semifinales                                      | Resultado global: 3–2 (t. s.) | Resultado global: 3–2 (t. s.) | Resultado global: 3–2 (t. s.) |

## Partido (Final)

### Ficha
| 1     | POR   | Unai Simón       |     |
| 18    | DEF   | Óscar de Marcos  |     |
| 6     | DEF   | Yeray Álvarez    | 67' |
| 4     | DEF   | Íñigo Martínez   |     |
| 24    | DEF   | Mikel Balenziaga |     |
| 12    | MED   | Álex Berenguer   | 54' |
| 14    | MED   | Dani García      |     |
| 8     | MED   | Unai López       | 67' |
| 10    | MED   | Iker Muniain     | 46' |
| 9     | DEL   | Iñaki Williams   | 67' |
| 22    | DEL   | Raúl García      |     |
| D. T. | D. T. | Marcelino        |     |

| 1     | POR   | Marc-André ter Stegen |     |
| 28    | DEF   | Óscar Mingueza        | 87' |
| 3     | DEF   | Gerard Piqué          | 82' |
| 15    | DEF   | Clément Lenglet       |     |
| 5     | MED   | Sergio Busquets       |     |
| 2     | MED   | Sergiño Dest          | 74' |
| 21    | MED   | Frenkie de Jong       |     |
| 16    | MED   | Pedri                 | 81' |
| 18    | MED   | Jordi Alba            |     |
| 10    | DEL   | Lionel Messi          |     |
| 7     | DEL   | Antoine Griezmann     | 88' |
| D. T. | D. T. | Ronald Koeman         |     |

| 15 | DEF | Iñigo Lekue      | 46' |
| 6  | MED | Mikel Vesga      | 54' |
| 3  | DEF | Unai Núñez       | 67' |
| 20 | DEL | Asier Villalibre | 67' |
| 17 | DEF | Yuri Berchiche   | 67' |

| 20 | DEF | Sergi Roberto      | 74' |
| 27 | MED | Ilaix Moriba       | 81' |
| 4  | DEF | Ronald Araújo      | 82' |
| 9  | DEL | Martin Braithwaite | 87' |
| 11 | DEL | Ousmane Dembélé    | 88' |

| 60' · 63' · 68' · 72' | Antoine Griezmann Frenkie de Jong Lionel Messi | 0:1 0:2 0:3 0:4 |

| 39' · 90' | Dani García Yuri Berchiche |

| Principal  | Martínez Munuera  |
| Asistentes | Barbero Sevilla   |
|            | Cabañero Martínez |
| Cuarto     | Cuadra Fernández  |
| Quinto     | Martínez Munuera  |

| VAR            | González González   |
| Asistentes VAR | Iglesias Villanueva |

|                    |     |     |
| Tiros              | 7   | 14  |
| Tiros a puerta     | 1   | 8   |
| Faltas             | 13  | 13  |
| Saques de esquina  | 4   | 4   |
| Penaltis           | 0   | 0   |
| Fueras de juego    | 1   | 2   |
| Posesión del balón | 23% | 77% |

| Alineación inicial |

| 1     | POR   | Unai Simón       |     |
| 18    | DEF   | Óscar de Marcos  |     |
| 6     | DEF   | Yeray Álvarez    | 67' |
| 4     | DEF   | Íñigo Martínez   |     |
| 24    | DEF   | Mikel Balenziaga |     |
| 12    | MED   | Álex Berenguer   | 54' |
| 14    | MED   | Dani García      |     |
| 8     | MED   | Unai López       | 67' |
| 10    | MED   | Iker Muniain     | 46' |
| 9     | DEL   | Iñaki Williams   | 67' |
| 22    | DEL   | Raúl García      |     |
| D. T. | D. T. | Marcelino        |     |

| 1     | POR   | Marc-André ter Stegen |     |
| 28    | DEF   | Óscar Mingueza        | 87' |
| 3     | DEF   | Gerard Piqué          | 82' |
| 15    | DEF   | Clément Lenglet       |     |
| 5     | MED   | Sergio Busquets       |     |
| 2     | MED   | Sergiño Dest          | 74' |
| 21    | MED   | Frenkie de Jong       |     |
| 16    | MED   | Pedri                 | 81' |
| 18    | MED   | Jordi Alba            |     |
| 10    | DEL   | Lionel Messi          |     |
| 7     | DEL   | Antoine Griezmann     | 88' |
| D. T. | D. T. | Ronald Koeman         |     |

| 15 | DEF | Iñigo Lekue      | 46' |
| 6  | MED | Mikel Vesga      | 54' |
| 3  | DEF | Unai Núñez       | 67' |
| 20 | DEL | Asier Villalibre | 67' |
| 17 | DEF | Yuri Berchiche   | 67' |

| 20 | DEF | Sergi Roberto      | 74' |
| 27 | MED | Ilaix Moriba       | 81' |
| 4  | DEF | Ronald Araújo      | 82' |
| 9  | DEL | Martin Braithwaite | 87' |
| 11 | DEL | Ousmane Dembélé    | 88' |

| 60' · 63' · 68' · 72' | Antoine Griezmann Frenkie de Jong Lionel Messi | 0:1 0:2 0:3 0:4 |

| 39' · 90' | Dani García Yuri Berchiche |

| Principal  | Martínez Munuera  |
| Asistentes | Barbero Sevilla   |
|            | Cabañero Martínez |
| Cuarto     | Cuadra Fernández  |
| Quinto     | Martínez Munuera  |

| VAR            | González González   |
| Asistentes VAR | Iglesias Villanueva |

|                    |     |     |
| Tiros              | 7   | 14  |
| Tiros a puerta     | 1   | 8   |
| Faltas             | 13  | 13  |
| Saques de esquina  | 4   | 4   |
| Penaltis           | 0   | 0   |
| Fueras de juego    | 1   | 2   |
| Posesión del balón | 23% | 77% |

| Alineación inicial |

| 1     | POR   | Unai Simón       |     |
| 18    | DEF   | Óscar de Marcos  |     |
| 6     | DEF   | Yeray Álvarez    | 67' |
| 4     | DEF   | Íñigo Martínez   |     |
| 24    | DEF   | Mikel Balenziaga |     |
| 12    | MED   | Álex Berenguer   | 54' |
| 14    | MED   | Dani García      |     |
| 8     | MED   | Unai López       | 67' |
| 10    | MED   | Iker Muniain     | 46' |
| 9     | DEL   | Iñaki Williams   | 67' |
| 22    | DEL   | Raúl García      |     |
| D. T. | D. T. | Marcelino        |     |

| 1     | POR   | Marc-André ter Stegen |     |
| 28    | DEF   | Óscar Mingueza        | 87' |
| 3     | DEF   | Gerard Piqué          | 82' |
| 15    | DEF   | Clément Lenglet       |     |
| 5     | MED   | Sergio Busquets       |     |
| 2     | MED   | Sergiño Dest          | 74' |
| 21    | MED   | Frenkie de Jong       |     |
| 16    | MED   | Pedri                 | 81' |
| 18    | MED   | Jordi Alba            |     |
| 10    | DEL   | Lionel Messi          |     |
| 7     | DEL   | Antoine Griezmann     | 88' |
| D. T. | D. T. | Ronald Koeman         |     |

| 15 | DEF | Iñigo Lekue      | 46' |
| 6  | MED | Mikel Vesga      | 54' |
| 3  | DEF | Unai Núñez       | 67' |
| 20 | DEL | Asier Villalibre | 67' |
| 17 | DEF | Yuri Berchiche   | 67' |

| 20 | DEF | Sergi Roberto      | 74' |
| 27 | MED | Ilaix Moriba       | 81' |
| 4  | DEF | Ronald Araújo      | 82' |
| 9  | DEL | Martin Braithwaite | 87' |
| 11 | DEL | Ousmane Dembélé    | 88' |

| 60' · 63' · 68' · 72' | Antoine Griezmann Frenkie de Jong Lionel Messi | 0:1 0:2 0:3 0:4 |

| 39' · 90' | Dani García Yuri Berchiche |

| Principal  | Martínez Munuera  |
| Asistentes | Barbero Sevilla   |
|            | Cabañero Martínez |
| Cuarto     | Cuadra Fernández  |
| Quinto     | Martínez Munuera  |

| VAR            | González González   |
| Asistentes VAR | Iglesias Villanueva |

|                    |     |     |
| Tiros              | 7   | 14  |
| Tiros a puerta     | 1   | 8   |
| Faltas             | 13  | 13  |
| Saques de esquina  | 4   | 4   |
| Penaltis           | 0   | 0   |
| Fueras de juego    | 1   | 2   |
| Posesión del balón | 23% | 77% |

| Alineación inicial |

| 1     | POR   | Unai Simón       |     |
| 18    | DEF   | Óscar de Marcos  |     |
| 6     | DEF   | Yeray Álvarez    | 67' |
| 4     | DEF   | Íñigo Martínez   |     |
| 24    | DEF   | Mikel Balenziaga |     |
| 12    | MED   | Álex Berenguer   | 54' |
| 14    | MED   | Dani García      |     |
| 8     | MED   | Unai López       | 67' |
| 10    | MED   | Iker Muniain     | 46' |
| 9     | DEL   | Iñaki Williams   | 67' |
| 22    | DEL   | Raúl García      |     |
| D. T. | D. T. | Marcelino        |     |

| 1     | POR   | Marc-André ter Stegen |     |
| 28    | DEF   | Óscar Mingueza        | 87' |
| 3     | DEF   | Gerard Piqué          | 82' |
| 15    | DEF   | Clément Lenglet       |     |
| 5     | MED   | Sergio Busquets       |     |
| 2     | MED   | Sergiño Dest          | 74' |
| 21    | MED   | Frenkie de Jong       |     |
| 16    | MED   | Pedri                 | 81' |
| 18    | MED   | Jordi Alba            |     |
| 10    | DEL   | Lionel Messi          |     |
| 7     | DEL   | Antoine Griezmann     | 88' |
| D. T. | D. T. | Ronald Koeman         |     |

| 15 | DEF | Iñigo Lekue      | 46' |
| 6  | MED | Mikel Vesga      | 54' |
| 3  | DEF | Unai Núñez       | 67' |
| 20 | DEL | Asier Villalibre | 67' |
| 17 | DEF | Yuri Berchiche   | 67' |

| 20 | DEF | Sergi Roberto      | 74' |
| 27 | MED | Ilaix Moriba       | 81' |
| 4  | DEF | Ronald Araújo      | 82' |
| 9  | DEL | Martin Braithwaite | 87' |
| 11 | DEL | Ousmane Dembélé    | 88' |

| 60' · 63' · 68' · 72' | Antoine Griezmann Frenkie de Jong Lionel Messi | 0:1 0:2 0:3 0:4 |

| 39' · 90' | Dani García Yuri Berchiche |

| Principal  | Martínez Munuera  |
| Asistentes | Barbero Sevilla   |
|            | Cabañero Martínez |
| Cuarto     | Cuadra Fernández  |
| Quinto     | Martínez Munuera  |

| VAR            | González González   |
| Asistentes VAR | Iglesias Villanueva |

|                    |     |     |
| Tiros              | 7   | 14  |
| Tiros a puerta     | 1   | 8   |
| Faltas             | 13  | 13  |
| Saques de esquina  | 4   | 4   |
| Penaltis           | 0   | 0   |
| Fueras de juego    | 1   | 2   |
| Posesión del balón | 23% | 77% |

| Alineación inicial |

|                                     |
| Bandera de Cataluña                 |
| Campeón F. C. Barcelona 31.° título |